# Pachynoa limitata
Pachynoa limitata is een vlinder uit de familie van de grasmotten (Crambidae). De wetenschappelijke naam van deze soort is voor het eerst voorgesteld door William Warren in een publicatie uit 1892.
De soort komt voor op Borneo.